# Victor B. Andersen's Maskinfabrik
Victor B. Andersen's Maskinfabrik er et eksperimenterende dansk tværkunstnerisk tidsskrift, der udkom første gang i 1975. Kenn André Stilling er hovedredaktør og ankermand. I redaktionen sidder desuden Helle Marie Rafn og Christian Lund.
"Maskinfabrikken" har derudover været med til at starte cafékulturen i Danmark med søsætningen af bl.a. Café Victor og Café Sommersko i København.

## Ekstern henvisning
- Hjemmeside for Victor B. Andersens maskinfabrik